# Mark Javier
Mark Javier, född 20 oktober 1981, är en filippinsk bågskytt. Han deltog vid olympiska sommarspelen 2008 och 2012.